# Eduardo de Oliveira
Eduardo de Oliveira (São Paulo, 6 de agosto de 1926 — São Paulo, 12 de julho de 2012) é advogado, jornalista, conferencista político, professor, poeta, crítico literário e político brasileiro. É membro da Casa de Cultura Afro-Brasileira, da Associação Cultural do Negro e da União Brasileira de Escritores de São Paulo.
Como poeta, teve estreia com Além do pó, em 1944. Além disso, junto a Oswaldo de Camargo, é autor da letra e da composição do Hino 13 de Maio - Cântico da Abolição, oficializado como o Hino à Negritude pela Lei n. 14.472 de 10 de julho de 2007 nas solenidades municipais de São Paulo no tocante à raça negra e nacionalmente pela Lei n. 12.981, de 28 de maio de 2014. Em 1978, participou da publicação do primeiro número dos Cadernos Negros, pelo poema Túnica de Ébano. É admirado tanto por sua obra literária, quanto por sua militância e atuações em cargos políticos.
Na carreira política, foi o primeiro vereador negro da cidade de São Paulo. Concorreu às eleições municipais de 1959 pelo Partido Democrata Cristão (PDC) para uma vaga na Câmara Municipal de São Paulo, alcançou 1 942 votos e foi eleito suplente. Durante a legislatura finalizada em 1963, ele exerceu o cargo por diversas vezes entre maio e dezembro de 1963. Foi ainda fundador do Congresso Nacional Afro-Brasileiro (CNAB) e um dos responsáveis pela aprovação do Estatuto da Igualdade Racial em 2010.
Filho de Sebastião Ferreira e Henriqueta de Oliveira, ele faleceu em 12 de julho de 2012, aos 85 anos, no Hospital do Servidor Público de São Paulo. À época militava pelo Partido Pátria Livre (PPL).

## Lista de obras

### Obras individuais
- Além do pó. [S.I]: [s.n], 1944. 2 ed. São Paulo: Editora Bentivegnia, 1960.
- Ancoradouro. São Paulo: Gráf. Bentivegnia, 1960.
- O Ébano. São Paulo: Mar, 1961.
- Banzo. São Paulo: Editora Brasil, 1962. 2 ed. São Paulo: Duas cidades, 1965.
- Gestas líricas da negritude. São Paulo: Obelisco, 1967.
- Evangelho da solidão. São Paulo: Obelisco, 1969.
- Evangelho da solidão: dez anos de poesia 1958-1968. São Paulo: Ed. Cupolo, 1969.
- Túnica de Ébano. São Paulo: Tribuna Piracicabana, 1980.
- Carrossel de sonetos. [S.I]: [s.n], 1994.

### Antologias
- Cadernos Negros 1. São Paulo: Quilombhoje,1978.
- Cadernos Negros 3. São Paulo: Quilombhoje,1980.
- Cadernos negros 29. São Paulo: Quilombhoje, 2006.
- O negro em versos: antologia da poesia negra brasileira. Org. Luiz Carlos Santos,
- Maria Galas e Ulisses Tavares. São Paulo: Moderna, 2005.
- Antologia de poesia afro-brasileira: 150 anos de consciência negra no Brasil. (Org). Zilá Bernd. Belo Horizonte: Mazza edioções, 2011.
- Literatura e afrodescendência no Brasil: antologia crítica. Vol. 1, Precursores. Organização de Eduardo de Assis Duarte. Belo Horizonte: Editora UFMG, 2011.

### Não-ficção
- A cólera dos generosos: retrato da luta do negro para o negro. São Paulo: Meca, 1988.
- Quem é quem na negritude brasileira. São Paulo: Congresso Nacional Afro-brasileiro, 1998.